# Cylindroniscus vallesensis
Cylindroniscus vallesensis is een pissebed uit de familie Trichoniscidae. De wetenschappelijke naam van de soort is voor het eerst geldig gepubliceerd in 1970 door Schultz.